# Georg Rost
Georg Rost   (Würzburg, 26 de febrer de 1870 - Würzburg, 3 de setembre de 1958) va ser un matemàtic alemany.

## Vida i Obra
Rost va estudiar a la universitat de Würzburg, la seva ciutat natal, en la qual es va doctorar el 1892 i va obtenir l'habilitació docent el 1901. A partir de 1903 i fins a la seva jubilació el 1935, va ser professor en aquesta mateixa universitat. Va ser deixeble de Friedrich Prym i va substituir en la càtedra a Aurel Voss, quan aquest va marxar a Múnic.
Va ser rector de la universitat de 1918 a 1920 i director del seu comité administratiu des de 1920 fins a 1935. En aquesta any, quan a més era vice-rector, va tenir conflictes amb els estudiants nazis, que consideraven la seva actitud política insuficient.
El 1935 es va jubilar i es va quedar a viure a la seva ciutat a la que va estar sempre molt lligat. Al final de la Segona Guerra Mundial, la seva casa va ser bombardejada i ho va perdre tot.